# Chrostosoma tricolor
Chrostosoma tricolor är en fjärilsart som beskrevs av Felder 1868. Chrostosoma tricolor ingår i släktet Chrostosoma och familjen björnspinnare. Inga underarter finns listade i Catalogue of Life.